# Samira Bouizgarne
Samira Bouizgarne (ur. 6 listopada 1999) – niemiecka judoczka. 
Uczestniczka mistrzostw świata w 2024, a także zdobyła dwa medale w drużynie. Startowała w Pucharze Świata w 2019, 2023 i 2025. Brązowa medalistka mistrzostw Europy w 2025 w drużynie. Mistrzyni kraju w 2023; druga w 2020 i trzecia w 2019 roku.